# Al-Amir bi-Ahkam Allah
al-Amir bi-Ahkam Allah, död 1130, var en egyptisk regent. Han var Egyptens regent mellan 1101 och 1130.